# Manawatu-Wanganui
Manawatu-Wanganui is een regio van Nieuw-Zeeland, gelegen op het noordelijke eiland. Palmerston North is de hoofdstad. De naam van de regio komt van de twee rivieren die de regio domineren: de Manawatu en de Whanganui.

## Geografie
De rivier de Whanganui is de langste bevaarbare rivier in Nieuw-Zeeland, en was erg belangrijk voor de eerste Maori bevolking omdat ze de zuidelijke link is in een systeem dat vrijwel twee derde van het Noordereiland beslaat. De Maori legendes benadrukken nog steeds het belang van de rivier. De binnenlanden bleven voornamelijk bevolkt door de Maori, en bleven onafhankelijk. De rivier de Whanganui bleef lange tijd onontgonnen gebied voor de westerlingen. Toen de kolonisten de rivier begonnen te verkennen voor commerciële doeleinden (vanaf de jaren 1950), leidde dit tot frictie met de lokale bevolking.
Toen de Europeanen de regio inkwamen, waren er veel bossen in het gebied, en zij zetten hier hun houtindustrie op. Zaagmolens en vlasmolens domineerden de 19e eeuw, waarna de schapenhouders de nieuw ontgonnen grond gingen gebruiken. Door deze ingrijpende veranderingen in de begroeiing en gebruik van de grond werd behoorlijke schade aangebracht aan het natuurlijke milieu van het gebied. Aan het begin van de 20e eeuw werd ook al ingezien dat er met zorg moet worden gehandeld om de regio als belangrijk gebied voor de agricultuur te behouden.
De regio bevat ook een aantal bergruggen, waaronder de Tararua Ranges en de Ruahine Ranges, alsook de drie grote actieve vulkanen van het Noordereiland: Mount Ruapehu is met 2797 meter het hoogste punt van het eiland, Ngauruhoe is 2291 meter hoog, en Tongariro heeft een hoogte van 1968 meter. De eerst beschreven uitbarsting van de Ruapehu vond plaats in 1861, de berg spuwde lava in 1995 en 1996.

## Nationaal park
Tongariro National Park is het grootste park in de regio (795.98 km²) en is het oudste nationale park in het land (1887). De vulkanen Tongariro, Ruapehu en Ngauruhoe worden heilig beschouwd door de Maori. Zij vormen de kern van het park, dat nu ook op de Werelderfgoed lijst staat.
Het Whanganui National Park is iets kleiner (742.31 km²) en werd in 1986 opgericht toen een aantal reservaten bij elkaar werden gevoegd. Daarnaast zijn er ook twee parken in de wildernis en bossen van de Ruahine en Tararua Ranges. De vier parken bieden naast het aanschouwen van het natuurschoon ook de mogelijkheid om onder andere te skiën en te raften (white water rafting).

## Bevolking
Er zijn twee grote stedelijke gebieden in de regio, Palmerston North en Wanganui. Andere steden zijn onder andere Levin, Feilding, Dannevirke, Taumarunui, Foxton en Marton.
De helft van de bevolking in de regio woont buiten de steden, en agricultuur blijft nog steeds de belangrijkste industrie.